# Dichaetomyia spinuligera
Dichaetomyia spinuligera este o specie de muște din genul Dichaetomyia, familia Muscidae, descrisă de Adrian C. Pont în anul 1969. Conform Catalogue of Life specia Dichaetomyia spinuligera nu are subspecii cunoscute.